# Петрущенков Михайло Михайлович
Михайло Михайлович Петрущенков (рос. Михаил Михайлович Петрущенков; нар. 28 липня 1993, Москва, Росія) — російський футболіст, воротар.

## Життєпис
Вихованець футбольного клубу «Москва». На початку дорослої кар'єри грав у першості ЛФЛ за «Москву», «Приаліт» (Реутов) і молодіжний склад столичного «Торпедо». На професіональному рівні дебютував влітку 2012 року в складі клубу «Октан» (Перм) у другому дивізіоні. Згодом виступав за ялтинську «Жемчужину» (вийшов на поле у 8 анульованих матчів). Потім декілька років грав у ЛФЛ у «Зеленограді».
Влітку 2018 року Петрущенков відправився до Вірменії, де уклав контракт з «Араратом» (Єреван). Перший матч у Прем'єр-лізі провів 5 серпня проти «Алашкерта», в якому «Арарат» зазнав поразки з рахунком 0:1. Всього за сезон 2018/19 взяв участь в 20 матчах чемпіонату Вірменії, по завершенні сезону залишив клуб. У березні 2020 року увійшов до заявки киргизького клубу «Нефтчі» (Кочкор-Ата).